# Russian Red
Russian Red właśc. Lourdes Hernández (ur. 1985 w Madrycie) – hiszpańska piosenkarka, przedstawicielka gatunku piosenki autorskiej.
Russian Red komponuje i wykonuje wszystkie swoje utwory w języku angielskim i jak sama podkreśla robi to instynktownie, gdyż zawsze słuchała muzyki w tym języku, wskazując zespół The Beatles jako jeden z najważniejszych dla niej wpływów.
Porównywana jest do artystów takich jak PJ Harvey, Feist, Laura Marling, Cat Power. Jej pseudonim artystyczny pochodzi od ulubionego koloru szminki.

## Historia

### Początek kariery muzycznej
W wieku 18 lat Hernández rozpoczęła studia prawnicze z których jednak szybko zrezygnowała. Nie wiedząc co dokładnie robić w życiu przerwała naukę i rozpoczęła pracę. Po roku rozpoczęła kolejne studia, tym razem tłumaczenia pisemne i ustne na Uniwersytecie Autonomicznym w Madrycie. Wtedy też zaczęła grać niewielkie koncerty w klubach w całym mieście.
Projekt Russian Red rozpoczął się, gdy Hernández poznała hiszpańsko-amerykańskiego muzyka, Briana Hunta, z którym wkrótce związała się prywatnie. Z Huntem nagrała demo, które szybko osiągnęło ponad 70 000 odsłuchów na MySpace.
Stopniowo zaczęła być rozpoznawalna w kręgach hiszpańskiego indie folku, dając ponad 60 koncertów w 2007 roku, w tym między innymi na festiwalu Primavera Sound.

### 2007–2009: Pierwszy albumI love your glassesi opinie krytyków
Wiosną 2007 roku Hernández spotkała producenta Fernando Vacas Cordovan, który szybko zaproponował nagranie debiutanckiego albumu w niezależnej wytwórni Eureka. Pierwszy album przyjął nazwę „I love your glasses”, a w nagraniu jako muzyk i wokalista wziął udział również Brian Hunt, mimo że ich związek się rozpadł.
Album szybko stał się bestsellerem i został potraktowany przez część krytyków jako „muzyczne objawienie roku”. „I love your glasses” sprzedano w ilości 40 000 egzemplarzy i album otrzymał Złotą Płytę (w Hiszpanii Złota Płyta przypada za sprzedaż 30 000 egzemplarzy). Ten kamień milowy zbiegł się z końcem trasy po ponad dwóch latach i setkach koncertów w Hiszpanii i Ameryce Łacińskiej oraz obecności Russian Red na wielu najważniejszych festiwalach muzycznych w Europie.
Piosenka „Nice Thick Feathers” została użyta do reklamy lodów Häagen Dazs, a „Cigarettes” była częścią ścieżki dźwiękowej do filmu w reżyserii Javiera Fesser Road.

### 2009–2011: Umocnienie na rynku muzycznym,Noc w Rzymiei pierwsza oficjalna trasa
Zdobyte nagrody za Najlepszy Album Objawienie Roku w 2008 i Najlepszy Kobiecy Głos w 2009 roku oraz 3 inne nominacje w 2009 roku scementowały pozycję Hernández na rynku muzycznym. Jednocześnie jej muzyka została wykorzystana w wielu kampaniach reklamowych, programach telewizyjnych i filmach, takich jak Noc w Rzymie w reżyserii Julio Medema, za który była nominowana do XXV edycji Nagród Goya za utwór "Loving Stangers". W 2010 roku Russian Red zaśpiewała w wirtualnym duecie piosenkę "Love Me Tender" z Elvisem Presleyem w specjalnej hiszpańskiej edycji albumu Viva Elvis.

### 2011–2012: Drugi albumFuerteventura,Merida Waleczna(film) i inne projekty
10 maja premierę miał drugi album Russian Red - Fuerteventura. Został on nagrany w Glasgow, produkcją zajął się Tony Doogan we współpracy z częścią zespołu Belle & Sebastian. Po wydaniu albumu zaczyna się trasa promocyjna po największych miastach w Hiszpanii. Latem 2011 roku otwiera się dla artystki rynek w Azji i wyjeżdża ona na Tajwan promując z wielkim sukcesem swoją muzykę. W październiku 2011 roku Russian Red zdobywa nagrodę MTV dla najlepszego hiszpańskiego artysty. W tym samym miesiącu piosenkarka nagrywa cover Leonarda Cohena "So Long, Marianne" w hołdzie dla artysty.
Po małej przerwie w trasie Fuerteventura w grudniu 2011, Russian Red wyrusza ponownie w drogę, w zmienionym okrojonym składzie muzycznym, z Brianem Huntem (pierwszy raz od "I love your glasses") i Pablo Serrano. Przez resztę roku w trio koncertują w Hiszpanii i poza jej granicami. Odwiedzają między innymi część Europy (Francja, Szwecja, Szwajcaria, Belgia, Wielka Brytania, Portugalia, Holandia...) oraz Azję (Chiny, Japonię, Tajwan i Koreę Południową), wiele z tych krajów, gdzie Fuerteventura trafiła do sprzedaży.
2 maja 2012 roku prezes Wspólnoty Madrytu, Esperanza Aguirre, odznacza medalem Wspólnoty Madrytu Hernández Hernández (Russian Red) w zasłudze za jej pracę artystyczną.
Latem 2012 roku artystka nagrywa utwory "A la luz del sol" i "Volaré", które pojawiają się na ścieżce dźwiękowej do filmu produkcji Disney/Pixar – Merida Waleczna. Hernández czuje się "uprzywilejowana" faktem, iż to ona ona może brać udział w tym projekcie: "To jest cel do osiągnięcia przez każdą dziewczynę, która wychowywała się na produkcjach Disneya".
Późnym latem 2012 Juan Diego Gosálvez zastąpił w zespole dotychczasowego perkusistę – Pablo Serrano i w trójkę (Hernández, Hunt i Gosálvez) kontynuowali trasę łącząc ją z mini tournée 5 koncertów w hołdzie The Beatles. Do tych 5 występów jako basista i wokalista dołączył Alex Ferreira.
W grudniu 2012 roku kończy się wycieczka promująca płytę Fuertaventura pozostawiając kilka krajów Ameryki Łacińskiej na rok 2013.

### Po 2013 Życie w Los Angeles i trzeci albumAgent Cooper
W styczniu 2013 roku piosenkarka przenosi się do Los Angeles, gdzie przygotowuje swój trzeci album. Nagranie odbywa się w Sunset Studios w Los Angeles i skupia najlepszych specjalistów amerykańskiej sceny muzycznej. Nagrany i wyprodukowany przez Joe Chiccarelli, pracującego z White Stripes, The Strokes, Morrisey, U2, The Shins, czy Beck. Do współpracy dołączyli również Mark Needham (Killers, Fleetwood Mac,Block Party, Blondie, Chris Isaak), który miksował album oraz Emily Lazar (Vampire Weekend, Bjork, David Bowie, Lou Reed) odpowiedzialna za mastering.
Premiera albumu odbyła się 24 lutego 2014 roku. Tytułowy "Agent Cooper", który został zaczerpnięty z serialu Miasteczko Twin Peaks ma być wspólnym mianownikiem do tematu jaki Hernández podjęła w swoich piosenkach, czyli poszukiwaniem miłości i dojrzewaniem w różnych relacjach z mężczyznami.

## Dyskografia

### Albumy
- I Love Your Glasses (2008)
- Fuerteventura (2011)[7]
- Agent Cooper (2014)

### Single
- "They Don't Believe" (2008)
- "Cigarettes" (2008)
- "Perfect Time" (2008)
- "I Hate You But I Love You" (2011)
- "The Sun the Trees (2011)"[7]
- "Conquer the world" (2011)
- "Everyday Everynight" (2012)
- "My Love Is Gone" (2012)
- "Casper" (2014)

### Współpraca
- "Perfect Time" (2008, z Depedro)
- "Love Me Tender" (2010, z Elvis Presley)
- "Deconstructed" (2010, z Nelue)
- "Pierced Heart" (2010, z Nelue)
- "Useless" (2012, z Autumn Comets)
- "Leyenda" (2013, z Joe Crepúsculo)

### W ścieżkach dźwiękowych
- "Another mind" (w filmie El Rey de la Montaña, 2008)
- "Cigarettes" (w filmie Camino, 2008)
- "No Past Land" (piosenka czołowa do serialu Cazadores de hombres, 2008)
- "Loving Strangers" y "Upset" (w filmie Pokój w Rzymie, 2010)
- "Volaré" y "A la luz del sol" (w filmie Merida Waleczna (Indomable), 2012)
- "The memory is cruel" (w filmie Presentimientos, 2013)

### Utwory w reklamach
- "Nice thick feathers" (reklama Haagen Dazs, 2008)
- "The sun, the trees" (reklama napoju Trina, 2012)
- "Everyday, everynight" (reklama napoju Trina, 2012)
- "Fuerteventura" (reklama napoju Trina, 2012)
- "Tarantino" (reklama firmy odzieżowej Emidio Tucci, 2012)
- "Moving on up" (reklama Sony Xperia, 2013)

### Twarz marki
- Kling (od 2009)
- Loewe (Leather Icons, 2011)
- Purificación García (jesień- zima, 2011)
- Women' Secret (2011)
- Pure Expert (Germaine de Capuccini, 2013)